# 华南云实
华南云实（学名：Caesalpinia crista），又名假老虎簕、搭肉刺，为豆科云实属的植物。分布于马来半岛、缅甸、台湾岛、波利尼西亚群岛、柬埔寨、日本、泰国、印度、越南、斯里兰卡以及中国大陆的广西、福建、湖北、贵州、广东、湖南、四川、云南等地，生长于海拔400米至1,500米的地区，见于山地林中，目前尚未由人工引种栽培。

## 异名
- Caesalpinia szechuenensis
- Guilandina nuga
- Caesalpinia kwangtungensis
- Caesalpinia nuga (L.) Ait.

## 外部連結
- 華南雲實, Huananyunshi（页面存档备份，存于） 藥用植物圖像數據庫 (香港浸會大學中醫藥學院) （繁體中文）（英文）